# Sclerochiton insignis
Sclerochiton insignis là một loài thực vật có hoa trong họ Ô rô. Loài này được (Mildbr.) Vollesen miêu tả khoa học đầu tiên năm 1991.